# George Sandys
George Sandys (2 mars 1578 à Bishopsthorpe Palace, York, Angleterre - mars 1644 à Boxley, Kent, Angleterre) est un voyageur, traducteur, colonisateur, auteur religieux et poète anglais.

## Biographie

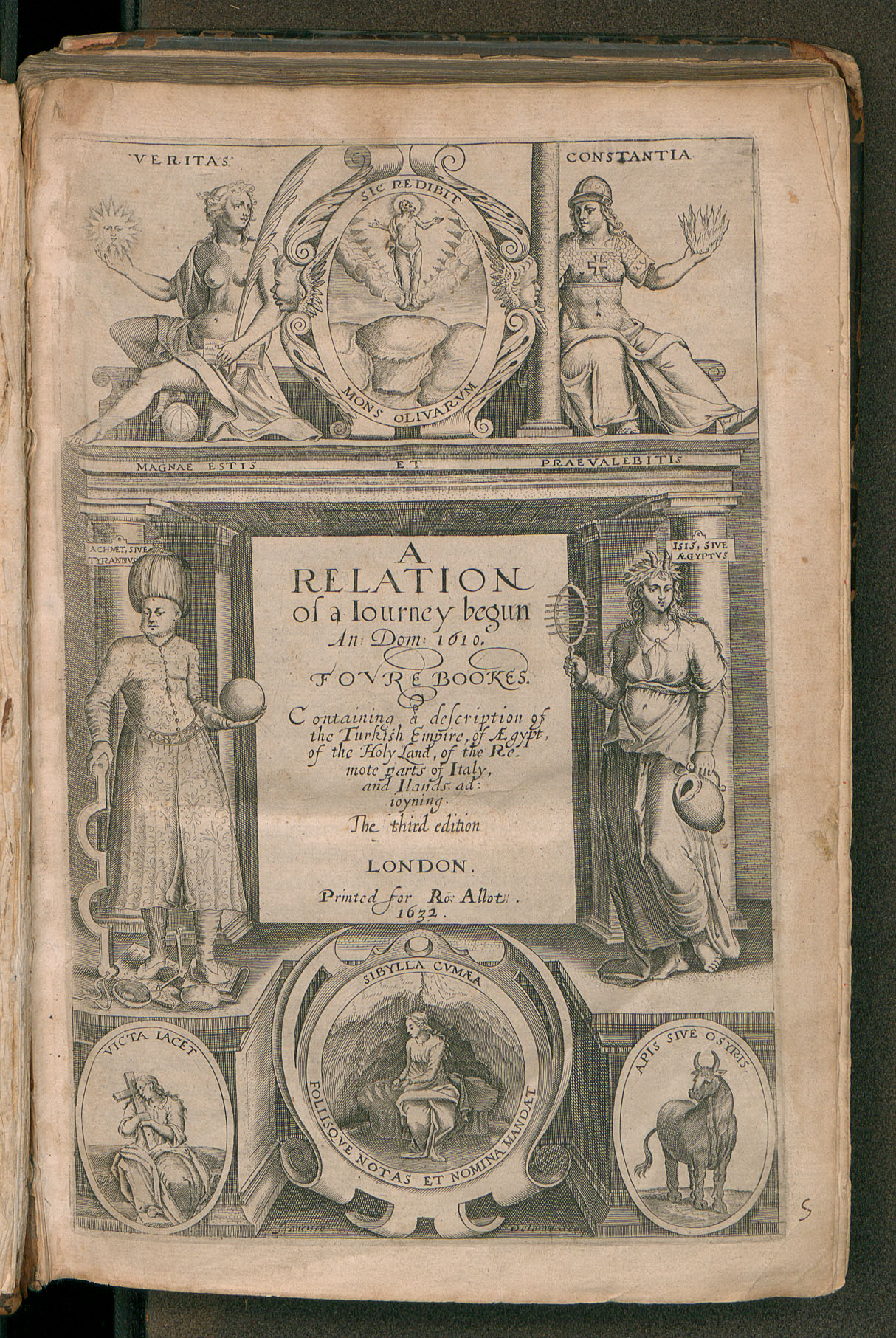
Relation of a journey begun Anno Domini 1610, 1632

George Sandys naît le 2 mars 1577 à Bishopsthorpe Palace, dans le comté de York en Angleterre. Il est le benjamin d'une famille de sept enfants dont le père est Edwin Sandys, archevêque d'York. Il étudie au collège St Mary Hall d'Oxford en 1589, mais n'obtient aucun diplôme. Il commence un long périple en 1610. Il visite la France en premier, puis il passe par le Nord de l'Italie. De Venise, il va à Constantinople, puis en Égypte, au Mont Sinaï, en Palestine, à Chypre, en Sicile, à Naples et à Rome. En 1615, il publie en quatre volumes le récit de ses voyages dans The Relation of a Journey begun an. Dom. 1610, in four books. L'ouvrage est régulièrement cité comme une bonne description de la Méditerranée orientale. En 1621, il publie les cinq premiers tomes des Métamorphoeses d'Ovide, publication qu'il complètera en 1626 en publiant la traduction des dix autres tomes.
Sandys s'intéresse aussi aux premiers efforts de colonisation de l'Amérique du Nord. En avril 1621, il est nommé trésorier colonial de la Virginia Company et fait voile vers la Virginie en compagnie de l'époux de sa nièce, Francis Wyat, qui est aussi le nouveau gouverneur. Lorsque la Virginie devient une colonie de la couronne, Sandys est nommé membre du conseil en 1624. Son mandat est reconduit en 1626 et en 1628. En 1631, après avoir tenté en vain d'être élu secrétaire d'une commission, il retourne en Angleterre, qu'il ne quittera plus.
En 1636, il publie Paraphrase upon the Psalms and Hymns dispersed throughout the Old and New Testaments. En 1640, il traduit aussi du latin la Passion du Christ d'Hugo Grotius. En 1641, il publie son dernier ouvrage, Paraphrase of the Song of Songs.
George Sandys meurt à Boxley dans le Kent en mars 1644.
Son frère, Edwin Sandys (du même nom que leur père), est un politicien et un membre influent de la London Virginia Company. George Sandys est l'oncle de Richard Lovelace (1618-1657), un poète anglais du XVIIe siècle.

## Théologie
Sandys adopta des vues théologiques arminiennes qui se reflètent dans ses écrits: Il inclut des commentaires anti-calvinistes dans son Paraphrase upon the Psalms (1636). Plus tard, il traduisit Christus Patiens (1639) un drame théologique et politique du théologien arminien Hugo Grotius.

### Citations
1. ↑   (en) « George Sandys (1578-1644) », dans Encyclopædia Britannica [détail de l’édition], 1911 (lire sur Wikisource).
2. 1 2  (en) « Sandys, Edwin », dans George Ripley et Charles A. Dana, The American Cyclopædia, New York, D. Appleton & Company, 1879 (lire en ligne)
3. ↑  (en) James Bass Mullinger, « Sandys, George », dans Sidney Lee, Dictionary of National Biography, vol. 50, Londres, Smith, Elder & Co., 1897 (lire en ligne)
4. ↑  Ellison 2002, p. 182. Les notes marginales de la Bible de Genève avaient exprimé un prédestinarisme strict dans les Psaumes, mais Sandys ne les avaient absolument pas lu ainsi. Au lieu de cela, il inclut des sentiments incontestablement anti-calvinistes dans l'un de ses psaumes.
5. ↑  Ellison 2002, ., p. 182. Plus tard dans sa carrière, Sandys rechercha les origines du véritable arminianisme des Pays-Bas, traduisant une pièce de l'un des plus ardents supporters d'Arminius, Hugo Grotiues: comme nous le verrons, la théologie reste typiquement arminienne [...]

### Sources
- (en) James Ellison, George Sandys: Travel, Colonialism, and Tolerance in the Seventeenth Century, Cambridge, UK, D.S. Brewer, 2002